# Возьники (Малопольське воєводство)
Возьники (пол. Woźniki) — село в Польщі, у гміні Томиці Вадовицького повіту Малопольського воєводства.
Населення — 1276 осіб (2011).

## Історія
У 1975-1998 роках село належало до Бельського воєводства, підпорядковувалося районній адміністрації у Вадовицях.

## Демографія
Демографічна структура станом на 31 березня 2011 року:
|          | Загалом | Допрацездатний вік | Працездатний вік | Постпрацездатний вік |
| -------- | ------- | ------------------ | ---------------- | -------------------- |
| Чоловіки | 624     | 132                | 425              | 67                   |
| Жінки    | 652     | 142                | 378              | 132                  |
| Разом    | 1276    | 274                | 803              | 199                  |